# Francisco Prati
Francisco Prati (Buenos Aires, ca. 1952), conocido también como "Paco" o "Pancho", es un músico y arquitecto argentino, que integró como baterista la banda Sui Generis entre 1970 y 1974, con participación en los álbumes Vida y Confesiones de invierno, así como en actuaciones de la banda en 1972 y 1973. También integró la banda Nito Mestre y Los Desconocidos de Siempre.

## Biografía
Francisco Prati nació en 1952 y cursó sus estudios en el Colegio Cardenal Newman. Como estudiante de batería fue alumno de Horacio "Droopy" Gianello, baterista del grupo "Arco Iris". En 1970 fue invitado a sumarse al sexteto Sui Generis, junto a Charly García (piano, guitarra y voz),  y Nito Mestre (guitarra, flauta y voz), Juan Bellia (guitarra), Carlos Piegari (guitarra), Rolando Fortich (bajo), que años después se convertiría en una de las bandas emblemáticas del «rock nacional» argentino, estructurada como dúo entre García y Mestre.
García y Mestre, contratados como dúo con el nombre Sui Generis, lo convocaron para participar como baterista en los álbumes Vida y Confesiones de invierno, así como en actuaciones de la banda en 1972 y 1973, entre ellas la actuación en BA Rock III, quedando registrada su presencia en la película Rock hasta que se ponga el sol, interpretando «Canción para mi muerte». También integró la banda Nito Mestre y Los Desconocidos de Siempre en 1976 y 1977.
Luego de esas experiencias Prati abandonó la música profesional para concentrarse en sus estudios universitarios de arquitectura. Luego de Adiós Sui Generis en 1975, Nito Mestre lo invitó a integrar Los Desconocidos de Siempre, participando del álbum Nito Mestre y los Desconocidos de Siempre I (1977), que incluye el tema «Fabricante de mentiras», considerado como uno de los mejores 100 temas del rock argentino.
Graduado como arquitecto en la década de 1980, ejerció entonces su profesión, pero restableció su vínculo con la música ligándose al jazz y formando el Jazz Trío, con Mariano Tito y Alberto Sassoon. A finales del año 2022, Prati volvió a acompañar a Mestre en su concierto celebrando los 50 años de la edición del álbum 'Vida', de Sui Generis.